# Donjon de Chamborand
Le Donjon de Chamborand, parfois aussi appelé ancien château de Chamborand, est une ruine du château-fort médiéval construit avant le XIIe siècle (en partie reconstruit au XVe siècle), situé sur la commune de Chamborand, dans le département de la Creuse, région Nouvelle-Aquitaine, en France.

## Architecture

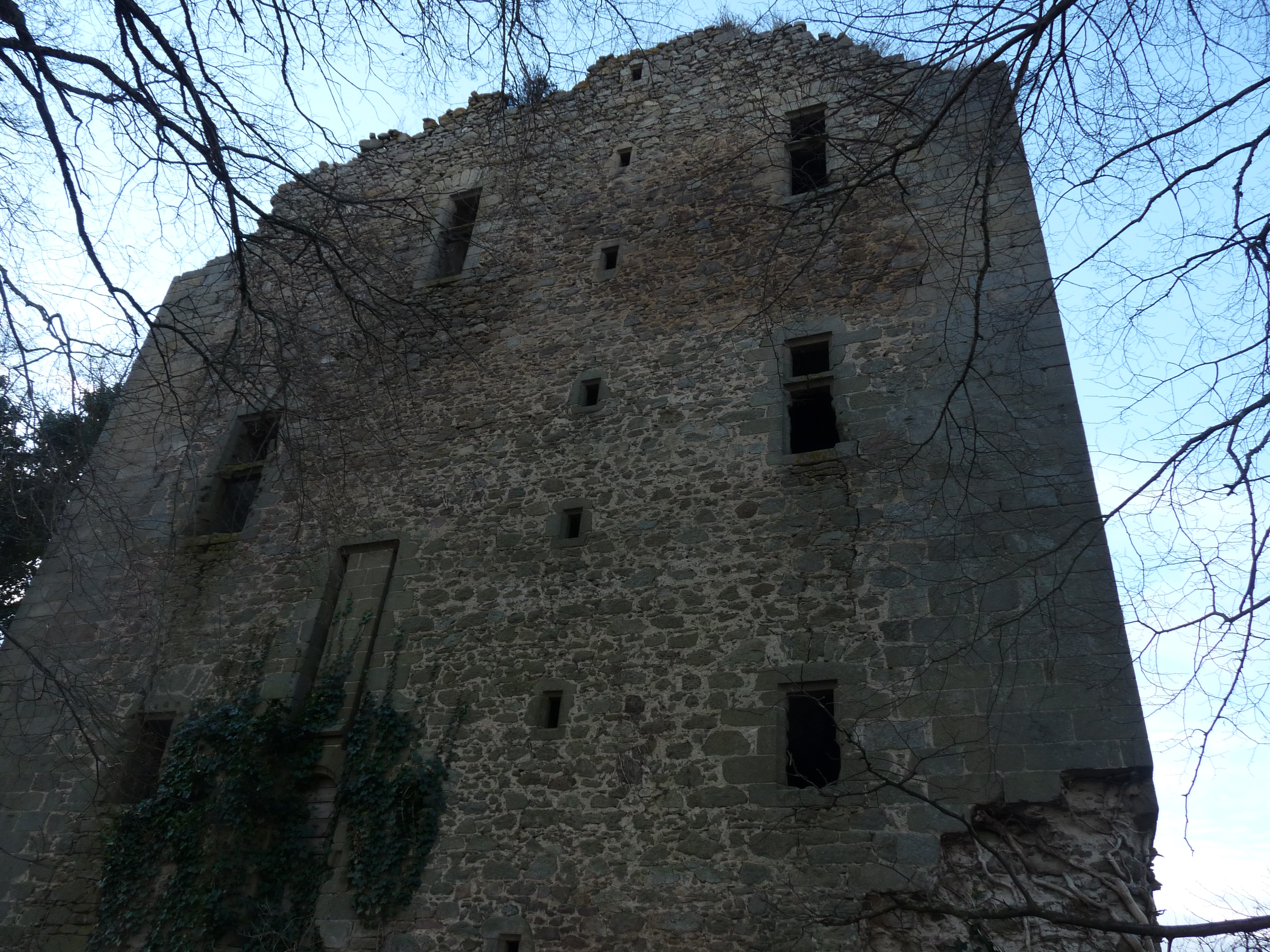
Vue rapprochée du corps de logis principal ou « donjon » (2014).

Le Ministère de la Culture reconnaît en ce donjon un « beau spécimen de l'architecture militaire du 14e siècle ». 